# Hans Geiger
 For alternative betydninger, se Geiger. (Se også artikler, som begynder med Geiger)
Johannes ("Hans") Wilhelm Geiger (født 30. september 1882 i Neustadt an der Weinstraße, død 24. september 1945 i Potsdam) var en tysk fysiker. Han er kendt for geigertælleren, som han og kollegaen Walther Müller udviklede.

## Levnedsbeskrivelse
Geiger studerede fra 1902 fysik og matematik i Erlangen, hvorfra han også fik sin eksamen i 1906. I 1907 blev han ansat på instituttet i Manchester hos Ernest Rutherford, hvis atommodel fra 1911 delvis bygger på Geigers undersøgelser vedrørende radioaktivitet.
I 1912 flyttede Geiger til det tyske riges fysisk-tekniske anstalt i Berlin-Charlottenburg, og i 1925 flyttede han derfra til universitetet i Kiel. Der udviklede han sammen med sin kandidat, Walther Müller, i 1928 den senere kendte geigertæller.
I 1929 blev han ansat i Tübingen og sluttede sin karriere med – i 1936 – at blive direktør for det fysiske institut i Berlin. Han var medlem af den såkaldte Uranverein (Uranklubben) i det nazistiske Tyskland, dvs. gruppen af tyske forskere, som arbejdede under den 2. verdenskrig på at skabe en atombombe. Forsøget mislykkedes, men endnu i dag ved man ikke, om det skyldtes fejlslagne forsøg eller bevidst nølen på grund af etiske anfægtelser.
Geigers loyalitet overfor nazistpartiet fik ham til at forråde sine jødiske kolleger, hvoraf mange havde hjulpet ham i hans forskning, før han blev medlem af partiet.

## Efter 2. verdenskrig
På 60-års dagen for hans død, bragte WDR den 24. september 2005 en udsendelse om Geiger. Der blev det nævnt, at de allierede beslaglagde hans bolig efter krigens afslutning, og at han døde i fattigdom på et nødasyl. Det står dog stadig åbent, om dette kan have haft forbindelse med hans ansættelsesforhold under nazitiden.